# Trochalus gebieni
Trochalus gebieni är en skalbaggsart som beskrevs av Moser 1917. Trochalus gebieni ingår i släktet Trochalus och familjen Melolonthidae. Inga underarter finns listade i Catalogue of Life.